# Dream World (Thailand)
Dream World is een amusementspark in het noorden van Bangkok, Thailand in het Thanyaburi discrict, de provincie Pathum Thani.

## Parkdelen
- Adventure Land
- Fantasy Land
- Dream World Plaza
- Dream Garden

### Achtbanen
- Sky Coaster
- Space Mountain
- Speedy Mouse